# Веселн
Веселн (њем. Wesseln) општина је у њемачкој савезној држави Шлезвиг-Холштајн. Једно је од 115 општинских средишта округа Дитмаршен. Према процјени из 2010. у општини је живјело 1.398 становника. Посједује регионалну шифру (AGS) 1051130.

## Географски и демографски подаци
Веселн се налази у савезној држави Шлезвиг-Холштајн у округу Дитмаршен. Општина се налази на надморској висини од 3 метра. Површина општине износи 3,8 km². У самом мјесту је, према процјени из 2010. године, живјело 1.398 становника. Просјечна густина становништва износи 372 становника/km².